# San Luis Potosí
San Luis Potosíⓘ – stan w północno-środkowej części Meksyku. Graniczy ze stanami: Coahuila i Nuevo León na północy, Tamaulipas na północnym wschodzie, Veracruz na wschodzie, Hidalgo, Querétaro i Guanajuato na południu, Jalisco na południowym zachodzie oraz Zacatecas na zachodzie. Zajmuje powierzchnię 60 983 km². W 2010 roku liczył 2 585 518 mieszkańców. 

## Podział administracyjny
San Luis Potosí dzieli się na 58 gmin (hiszp. municipios).

## Historia
Około 10 000 lat p.n.e. na obszar San Luis Potosí dotarły grupy zbieracko-myśliwskie. Oprócz tego istnieją pozostałości archeologiczne, których wiek sięga 1200 p.n.e. Przed przybyciem Hiszpanów region był zamieszkany przez Cziczimeków i Huasteków. W październiku 1522 Hernán Cortés rozpoczął podbój obecnego rejonu San Luis Potosí. W 1524 Nuno Beltrán de Guzmán objął we władanie to terytorium jako gubernator. Około 1539 franciszkańscy księża Antonio de Roa i Juan Sevilla rozpoczęli ewangelizację Indian. W 1546 zostają odkryte pierwsze złoża cennych kruszców w San Luis Potosí i Zacatecas, przyciągają one liczne grupy nowych osadników. Masowa eksploatacja Indian spowodowała wybuch powstania Cziczimeków, które trwało praktycznie do końca XVI w.
Z założonego przez franciszkanina – Diego de la Magdalenę przytułku dla Indian rozwija się miasto, które zostaje później nazwane San Luis Potosí. W 1583 Miguel Caldera – metyski dowódca wojskowy stara się znaleźć rozwiązanie konfliktu z Cziczimekami. W 1591 wicekról Luis de Velasco wysyła 400 indiańskich rodzin (wcześniej schrystianizowanych), aby osiedlili się wśród Cziczimeków. W 1592 zostają odkryte nowe złoża minerałów, co powoduje napływ kolejnych kolonistów. W 1592 zostaje oficjalnie założone miasto San Luis Potosí. Pod koniec XVI w. pojawiają się pola uprawne oraz stada bydła, które zaspokajają potrzeby osiedli górniczych. Na początku XVII w. zdławiony zostaje opór cziczimeckich wojowników, którzy nie są w stanie stawiać oporu coraz większej liczbie napływających Hiszpanów. W XVII i XVIII w. San Luis Potosí staje się głównym ośrodkiem górniczym w Nowej Hiszpanii.
Ruch niepodległościowy dotarł do regionu w 1810. Pomimo zaciętych walk rojalistom udaje się utrzymać ten teren aż do 1821, kiedy to zostali pokonani w reszcie kraju. W 1824 San Luis Potosí uzyskuje status jednego ze stanów tworzących federację. Pierwsza konstytucja stanowa zostaje uchwalona w 1826.
Podczas pierwszych kilkudziesięciu lat po uzyskaniu niepodległości stan nie zaznaje spokoju, co jest wynikiem ciągłych walk o władzę i braku stabilności politycznej. Dopiero po przejęciu władzy przez Porfirio Diaza udaje się zaprowadzić ład i porządek. Za jego rządów duży nacisk kładziono przede wszystkim na rozbudowę infrastruktury kolejowej i w mniejszym stopniu drogowej. W dalszym ciągu wybuchały jednak zamieszki związane z niesprawiedliwą strukturą własności ziemi, która wywoływała niezadowolenie wśród chłopów. W 1901 w San Luis Potosí odbywa się pierwszy Kongres Liberalny, co było nie małym osiągnięciem ze względu na trwanie autorytarnej dyktatury Diaza.
W 1910 przywódca opozycjonistów – Francisco Madero zostaje aresztowany i przewieziony do San Luis Potosí. Tutaj wydał swój „Plan z San Luis” (5 października 1910), w którym zachęcał Meksykanów do zbrojnego wystąpienia przeciwko Diazowi. Wydarzenie to jest uznawane za początek rewolucji meksykańskiej. Po obaleniu Diaza walczyli ze sobą przywódcy poszczególnych frakcji rewolucyjnych. Po zakończeniu rewolucji zapanował spokój, który przerwało dopiero powstanie cristero. Główna jego przyczyną był antyklerykalna postawa rządu, konflikt udało się załagodzić dzięki mediacji amerykańskiej.
W czasie monopartyjnych rządów partii PRI (1934–2003) San Luis Potosí było jednym z najmniej spokojnych stanów w całej federacji. Podczas przeprowadzania reformy rolnej przez Lazaro Cardenasa wybuchły starcia sił rządowych z chłopami, których udało się brutalnie spacyfikować dopiero w 1939. Dodatkowo przez długi czas istniał tu silny opór wobec PRI, którym kierował prawicowy lekarz – Salvador Nava.

## Warunki geograficzne i klimatyczne
Przez wschodnią część stanu przebiega pasmo górskie – Sierra Madre Oriental.
Największe dorzecze tworzy rzeka Santa María, która wpływa do Moctezumy. W Tamul i w Micos znajdują się duże wodospady.
W rejonach leżących na dużej wysokości panuje suchy klimat, podobny do klimatu pustynnego. Natomiast w niższych partiach regionu klimat jest raczej gorący i wilgotny. W stolicy stanu – mieście San Luis Potosí średnia roczna temperatura wynosi ok. 18 °C. Średnia roczna opadów w stolicy wynosi 35 cm.
Do najpospolitszych roślin należą: kaktusy, juki, paprocie i mchy. Spotyka się też bananowce i papaje. Z fauny zwierzęcej występują m.in.: jelenie, dzikie koty, pieski preriowe, grzechotniki, oposy i zające. Na terenie stanu istnieją Parki Narodowe: El Potosí i Gogorrón. 

## Demografia
|  |

## Gospodarka
Poszczególne sektory gospodarki stanu wg ich udziału w PKB, kształtują się następująco: przemysł (26%), usługi (18%), handel (17%), transport (9%), finanse (15%), rolnictwo (9%), budownictwo (5%) i górnictwo (1%).
Większość zakładów przemysłowych jest ulokowana w stolicy stanu, bądź w jej okolicach. Główne gałęzie przemysłu obejmują: przetwórstwo żywności, przemysł samochodowy i włókiennictwo.
Najwięcej żywności produkuje region Huasteca, który jest położony na żyznej nizinie na wschodzie. Uprawia się głównie: owoce, a także kukurydzę i fasolę. Hoduje się: kozy, owce i bydło.
Na terenie San Luis Potosí mieszczą się bogate złoża mineralne, wydobywa się tu głównie: srebro, złoto i fluoryt.

## Turystyka
W stolicy stanu znajduje się kościół pod wezwaniem Nuestra Senora del Carmen, w którym wart obejrzenia jest przede wszystkim ołtarz. Oprócz tego w Santa María del Río położony jest starożytny akwedukt, który zamienia się w wodospad. Niedaleko są również gorące źródła.

## Galeria

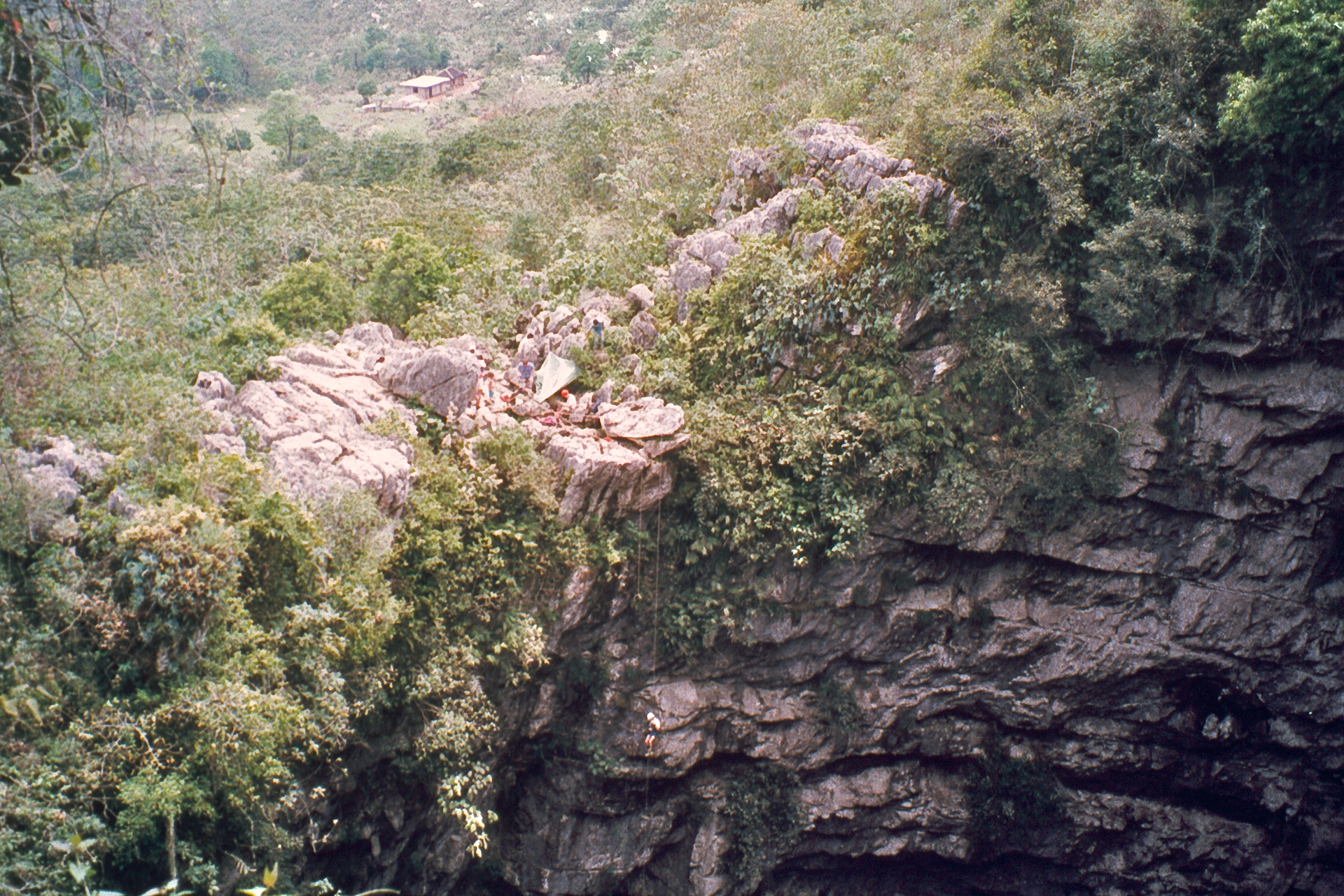
Golondrinas
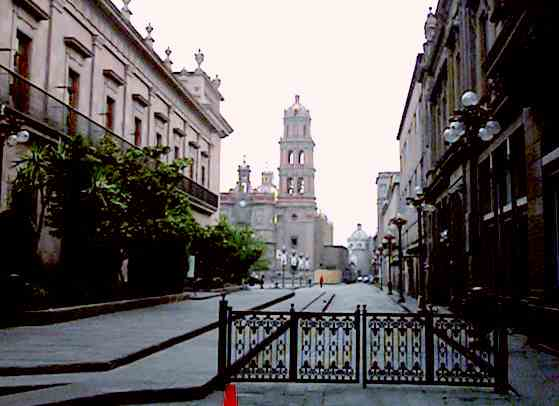
San Luis Potosi